# You to Me Are Everything
You to Me Are Everything è un brano musicale scritto da Ken Gold e Micky Deane e prodotto da Ken Gold, pubblicato come singolo del gruppo musicale The Real Thing nel 1976.
Il 45 giri è stato per tre settimane del luglio 1976 al numero uno della classifica del Regno Unito. Nel mese di marzo 1986 una versione remixata del brano ha raggiunto la posizione numero cinque.
La canzone ha invece avuto un successo decisamente più contenuto negli Stati Uniti, dove ha raggiunto la posizione numero 64 della Billboard Hot 100 Singles Chart e il numero 28 nella Billboard R & B Chart.
Il brano è stato successivamente oggetto di cover da parte di Frankie Valli, Miguel Bosé, Tiny Tim, Public Enemy e Sean Maguire. Nel 1997 la cantautrice italiana Marina Rei ha registrato la cover Primavera, che ha riscosso un buon successo.